# Ministère italien
Le ministère est, dans le système juridique italien, la structure supérieure de l'administration de l'État chargée d'un secteur spécifique de l'administration publique et caractérisé par une ou plusieurs compétences spécifiques, avec une structure organisée, souvent variable dans le temps.

## Structure typique
Le ministre italien (ministro, du latin minister, "assistant") est le chef du ministère et fait partie de la classe politique. Le ministre propose au Conseil des ministres la nomination de directeurs ayant des fonctions générales, dirige l'action administrative et prend des décisions sur les questions importantes. Il existe également des ministres sans portefeuille pour les compétences qui ne sont pas assorties d'une autonomie budgétaire (par exemple, le ministre chargé des relations avec le Parlement).
Le sous-secrétaire (sottosegretario) est également nommé au sein de la classe politique. Ce titre découle du fait que le ministre est un secrétaire d'État. Cependant, le sous-secrétaire n'est qu'un assistant du ministre - il aide le ministre mais ne peut pas agir à sa place. Un ministère peut avoir plusieurs sous-secrétaires. Les sous-secrétaires ne disposent pas de pouvoirs propres, mais uniquement de ceux qui leur sont délégués par le ministre. Si les pouvoirs conférés à un sous-secrétaire concernent un département entier du ministère, il peut recevoir le titre de ministre adjoint.
Le cabinet du ministre (gabinetto del ministro) est composé du chef de cabinet, du bureau législatif et du secrétariat spécifique, chacun ayant son propre chef. Lorsque le gouvernement change, les membres du cabinet changent également. Le cabinet est habilité à assister le ministre et à coordonner les activités du ministère.
Le conseil d'administration (consiglio di amministrazione) est présidé par le ministre et composé de directeurs généraux et de représentants élus du personnel. Il a une structure établie et des pouvoirs liés à l'organisation du travail au sein du ministère.
Le secrétaire général (segretario generale) n'est présent que dans certains ministères (par exemple, le ministère des affaires étrangères) et a des pouvoirs liés à la coordination.
Les subdivisions du ministère comprennent les départements, les directions générales, les divisions, etc. Elles sont différentes dans chaque ministère. En général, le département (dipartimento ou reparto) est la subdivision de plus haut niveau du ministère, et la direction générale (direzione generale) est une subdivision de second ordre. Dans certains ministères, cependant, il n'y a pas de départements et les directions générales sont la subdivision de plus haut niveau. Les unités de base du ministère sont les divisions (divisioni), qui peuvent être divisées en sections (sezioni).

### Ministères de la République d'Italie
L'actuel gouvernement italien compte treize ministères :
1. Ministère des Affaires étrangères et de la Coopération internationale (Ministero degli Affari Esteri e della Cooperazione Internazionale)
2. Ministère de l'Intérieur (Ministero dell'Interno)
3. Ministère de la Justice (Ministero della Giustizia)
4. Ministère de la Défense (Ministero della Difesa)
5. Ministère de l'Économie et des Finances (Ministero dell'Economia e delle Finanze)
6. Ministère du Développement économique (Ministero dello Sviluppo Economico)
7. Ministère des Politiques agricoles, alimentaires et forestières (Ministero delle Politiche Agricole Alimentari Forestali e del Turismo)
8. Ministère de l'Environnement et de la protection du territoire et de la mer (Ministero dell'Ambiente e della Tutela del Territorio e del Mare)
9. Ministère des Infrastructures et des Transports (Ministero delle Infrastrutture e dei Trasporti)
10. Ministère du Travail et des Politiques sociales (Ministero del Lavoro e delle Politiche Sociali)
11. Ministère de l'Éducation, de l'Enseignement supérieur et de la Recherche (Ministero dell'Istruzione, dell'Università e della Ricerca)
12. Ministère pour les Biens et Activités culturelles (Ministero per i Beni e le Attività Culturali)
13. Ministère de la santé (Ministero della Salute)

Les sept départements suivants de la Présidence du Conseil des ministres sont dirigés par des ministres sans portefeuille.
- Département pour les Relations avec le Parlement (Dipartimento per i rapporti con il Parlamento)
- Département pour l'Administration publique (Dipartimento per la Pubblica Amministrazione)
- Département pour les Affaires régionales et les Régions autonomes (Dipartimento per gli affari regionali e le autonomie)
- Département pour le Développement des économies territoriales et des zones urbaines (Dipartimento per lo sviluppo delle economie territoriali e delle aree urbane), généralement appelé Département pour le Sud (Dipartimento per il Sud)
- Département des Politiques familiales et des handicaps (Dipartimento per la Famiglia e le Disabilità)
- Département des Affaires européennes (Dipartimento per gli Affari Europei)
- Département de la Transformation numérique (Dipartimento per la trasformazione digitale)

## Histoire

### Les "réformes Bassanini" de 1999
Le nombre de ministères a varié dans le temps de 20 à 25, y compris les ministres sans portefeuille.
La première tentative de réforme structurelle de la présidence du Conseil, de la structure du Conseil des ministres et de la disposition des ministres a été proposée par Franco Bassanini, ministre des administrations publiques du gouvernement Prodi I, avec le décret législatif n° 300 du 30 juillet 1999. Cette mesure a défini une nouvelle forme d'organisation ministérielle, allant dans trois directions différentes.
Tout d'abord, elle a réduit la taille de l'appareil ministériel : les ministères ont été réduits à douze, la fonction publique a été transformée en un seul corps, afin d'assurer sa mobilité. Le principe de la flexibilité organisationnelle est fortement affirmé, par une large dérégulation de l'organisation des ministères, à l'exception des fonctions des ministres et du nombre de leurs subdivisions. Deuxièmement, afin d'assurer le polycentrisme, douze agences indépendantes ont été créées avec des fonctions opérationnelles techniques, qui nécessitent une expertise particulière, des connaissances spécialisées ou des formes spécifiques d'organisation du travail. Troisièmement, les bureaux locaux de l'administration de l'État ont tous été placés dans les bureaux territoriaux du gouvernement (Uffici Territoriali del Governo ou UTG) nouvellement créés, qui ont absorbé les préfectures.
La réforme devait entrer en vigueur lors de la 14e législature, mais elle ne l'a pas fait complètement, car le cabinet Berlusconi II a modifié les réformes dès son arrivée au pouvoir. Les ministères ont été élargis. Seules quelques-unes des agences proposées ont été créées : la Protezione Civile, l'Agence des recettes, l'Agence des douanes et des monopoles, l'Agence foncière (supprimée en 2012), l'Agence des biens de l'État (fusionnée au ministère des Finances en 2003) et l'Agence pour la protection de l'environnement et les services techniques (supprimée en 2008).

### Le "déballage" de 2001
Par le décret-loi n° 217/2001 (converti en loi n° 317/2001), le gouvernement Berlusconi II a porté le nombre de ministères à quatorze.
- Le ministère du Travail, de la Santé et des Politiques sociales est scindé en deux : le ministère de la Santé et le ministère du Travail et des Politiques sociales.
- Le ministère des Communications est séparé du ministère des activités productives.

### Le "déballage" de 2006
En vertu du décret-loi n° 181/2006 (converti en loi 233/2006), le gouvernement Prodi II a porté le nombre de ministères à dix-huit :
- Le ministère des Activités productives devient le ministère du Développement économique et le ministère du Commerce international .
- Le ministère de l'éducation, des universités et de la recherche a été scindé en deux : le ministère de l'éducation publique et le ministère des Universités et de la Recherche.
- Le ministère des Infrastructures et des Transports a été scindé en deux ministères distincts, celui des Infrastructures et celui des Transports.
- Le ministère du Travail et de la Politique sociale a été scindé en deux : le ministère du Travail et de la Protection sociale et le ministère de la Solidarité sociale.

### Le retour des "réformes Bassanini", 2007
Dans le budget 2008, en réponse aux critiques concernant le nombre record de ministres du gouvernement et le coût des politiciens, la 16e législature est revenue à l'esprit des réformes Bassanini de 1999 avec quelques modifications, revenant à douze ministères.
1. Ministère des affaires étrangères
2. Ministère de l'intérieur
3. Ministère de la Justice
4. Ministère de la défense
5. Ministère de l'économie et des finances
6. Ministère du développement économique
7. Ministère de la politique agricole, alimentaire et forestière
8. Ministère de l'Environnement et de la Protection du territoire et de la mer
9. Ministère des Infrastructures et des Transports
10. Ministère du travail, de la santé et de la politique sociale
11. Ministère de l'éducation, des universités et de la recherche
12. Ministère pour les Biens et Activités culturels

Le nombre maximum de ministres, de ministres sans portefeuille, de vice-ministres et de sous-secrétaires au sein du gouvernement a été fixé à soixante. Le système réformé est entré en vigueur avec le début du gouvernement Berlusconi IV.

### Changements de 2009
En vertu de la loi n° 172/2009 du 13 novembre 2009, le ministère du Travail, de la Santé et des Politiques sociales a été scindé en un ministère du Travail et des Politiques sociales et un ministère de la Santé, ce qui a porté le nombre de ministères à treize et le nombre total de membres du gouvernement à soixante-trois. Ce dernier nombre a été porté à 65 en vertu de l'article 15.3 bis du décret-loi n° 159/2009 du 30 décembre (converti en loi n° 26/2010).

### Changements sous le gouvernement Renzi
En 2013, sous le gouvernement Renzi, le ministère pour les Biens et Activités culturels a absorbé des compétences liées au tourisme et son nom a été modifié en conséquence. En 2014, le nom du ministère des Affaires étrangères a été modifié pour devenir le ministère des Affaires étrangères et de la Coopération internationale.

### Changements apportés par les gouvernements Conte I et II
En 2018, pendant le gouvernement Conte I, les compétences concernant les politiques touristiques sont passées du ministère des Biens et Activités culturels et du Tourisme au ministère des Politiques agricoles, alimentaires et forestières, qui est par conséquent devenu le ministère des Politiques agricoles, alimentaires, forestières et touristiques. En 2019, avec le deuxième gouvernement Conte, la délégation de la responsabilité du tourisme revient à nouveau au ministère de l'Éducation, de l'Enseignement supérieur et de la Recherche (en italien : Ministero dell'Istruzione, dell'Università e della Ricerca, abrégé en MIUR), qui a donc repris le nom de ministère des Biens et Activités culturels et du Tourisme.
Le 28 décembre de la même année, le gouvernement a annoncé le démantèlement du MIUR, donnant naissance à deux ministères indépendants : le ministère de l'éducation et le ministère des universités et de la recherche. Ces ministères deviennent opérationnels à partir du 10 janvier 2020, ce qui porte le nombre de ministères à 14.

### Changements sous le gouvernement Draghi
En vertu du décret-loi n° 22 de 2021, le ministère des Infrastructures et des Transports a été rebaptisé ministère des Infrastructures et de la Mobilité durables ; le ministère de l'Environnement et de la Protection des terres et des mers a été rebaptisé ministère de la Transition écologique, qui s'est également vu confier les compétences en matière d'énergie précédemment attribuées au ministère du Développement économique ; le ministère des Biens et Activités culturels et du Tourisme a été " dégroupé " en deux ministères distincts, le ministère de la Culture et le ministère du Tourisme, ce qui porte à 15 le nombre de ministères actuellement en activité.

## Ministères de la République italienne
Le gouvernement de la République italienne compte actuellement 15 ministères en 2021. Tous les ministères sont basés à Rome.
| Ministère                                                             | Ministre                   | Siège social                                                              | Photo         |
| --------------------------------------------------------------------- | -------------------------- | ------------------------------------------------------------------------- | ------------- |
| Ministère des Affaires étrangères et de la Coopération internationale | Luigi Di Maio (M5S)        | Palazzo della Farnesina - piazzale della Farnesina, 1                     | senza_cornice |
| Ministère de l'Intérieur                                              | Luciana Lamorgese (SE)     | Palazzo del Viminale - piazza del Viminale, 1                             | senza_cornice |
| Ministère de la Justice                                               | Marta Cartabia (SE)        | Palazzo Piacentini - via Arenula, 70                                      | senza_cornice |
| Ministère de la Défense                                               | Lorenzo Guerini (PD)       | Palazzo Baracchini - via XX settembre, 8                                  | senza_cornice |
| Ministère de l'Économie et des Finances                               | Daniele Franco (SE)        | Palazzo delle Finanze - via XX settembre, 97                              | senza_cornice |
| Ministère du Développement économique                                 | Giancarlo Giorgetti (Lega) | Palazzo Piacentini - via Vittorio Veneto, 33                              | senza_cornice |
| Ministère des Politiques agricoles, alimentaires et forestières       | Stefano Patuanelli (M5S)   | Palazzo dell'Agricoltura - via XX settembre, 20                           | senza_cornice |
| Ministère de la Transition écologique                                 | Roberto Cingolani (SE)     | Via Cristoforo Colombo, 44                                                | senza_cornice |
| Ministère des Infrastructures et de la Mobilité durables              | Enrico Giovannini (SE)     | Villa Patrizi - piazzale di Porta Pia, 1                                  | senza_cornice |
| Ministère du Travail et des Politiques sociales                       | Andrea Orlando (PD)        | Palazzo Balestra - via Vittorio Veneto, 56                                | senza_cornice |
| Ministère de l'Éducation                                              | Patrizio Bianchi (SE)      | Palazzo del Ministero della pubblica istruzione - viale di Trastevere, 76 | senza_cornice |
| Ministère de l'Enseignement supérieur et de la Recherche              | Maria Cristina Messa (SE)  | Via Michele Carcani, 61                                                   | —             |
| Ministère de la Culture                                               | Dario Franceschini (PD)    | Collegio Romano - via del Collegio Romano, 27                             | senza_cornice |
| Ministère de la Santé                                                 | Roberto Speranza (Art1)    | Lungotevere Ripa, 1                                                       | senza_cornice |
| Ministère du Tourisme                                                 | Massimo Garavaglia (Lega)  | Via Marghera, 2                                                           | senza_cornice |

Les fonctions de certaines structures de la présidence du Conseil, comme les départements ou les offices, peuvent alors être confiées à des ministres sans portefeuille. C'est la situation de l'actuel gouvernement Draghi :
| Ministre sans portefeuille                                           | Titulaire                | Département du cabinet du Président du Conseil                           | Siège                                                       | Photo         |
| -------------------------------------------------------------------- | ------------------------ | ------------------------------------------------------------------------ | ----------------------------------------------------------- | ------------- |
| Ministre chargés des relations avec le Parlement                     | Federico D'Incà (M5S)    | Département des relations avec le Parlement                              | Largo Chigi, 19                                             | senza_cornice |
| Ministre de l'Administration publique                                | Renato Brunetta (FI)     | Département de la fonction publique                                      | Palazzo Vidoni Caffarelli - corso Vittorio Emanuele II, 116 | senza_cornice |
| Ministre italiens des Affaires régionales et des Autonomies          | Mariastella Gelmini (FI) | Département des affaires régionales et des autonomies                    | Palazzo Cornaro - via della Stamperia, 8                    | senza_cornice |
| Ministre du Sud et de la Cohésion territoriale                       | Mara Carfagna (FI)       | Département des politiques de cohésion                                   | Largo Chigi, 19                                             | senza_cornice |
| Ministre de la Politique de la Jeunesse                              | Fabiana Dadone (M5S)     | Département de la politique de la jeunesse et du service civil universel | Via della Mercede, 9                                        | senza_cornice |
| Ministre de l'Égalité des chances et de la famille                   | Elena Bonetti (IV)       | Département de l'égalité des chances                                     | Largo Chigi, 19                                             | senza_cornice |
| Ministre de l'Égalité des chances et de la famille                   | Elena Bonetti (IV)       | Département des politiques familiales                                    | Palazzo Maccarani - largo Pietro di Brazzà, 86              | senza_cornice |
| Ministre de l'Innovation technologique et de la Transition numérique | Vittorio Colao (SE)      | Département de la transformation numérique                               | Palazzo Maccarani - largo Pietro di Brazzà, 86              | senza_cornice |
| Ministre du Handicap                                                 | Erika Stefani (Lega)     | Bureau pour les politiques en faveur des personnes handicapées           | Largo Chigi, 19                                             | senza_cornice |

## Source
- (en) Cet article est partiellement ou en totalité issu de l’article de Wikipédia en anglais intitulé « Ministry of the Republic of Italy » (voir la liste des auteurs).